# Jorma Korhonen
Jorma Petteri Korhonen (Kajaani, 23 de marzo de 1968) es un deportista finlandés que compitió en judo. Ganó tres medallas en el Campeonato Europeo de Judo entre los años 1989 y 1993.
Participó en los Juegos Olímpicos de Barcelona 1992, donde finalizó noveno en la categoría de –71 kg.

## Palmarés internacional
| Campeonato Europeo | Campeonato Europeo   | Campeonato Europeo | Campeonato Europeo |
| Año                | Lugar                | Medalla            | Categoría          |
| ------------------ | -------------------- | ------------------ | ------------------ |
| 1989               | Helsinki (Finlandia) | Medalla de oro     | –71 kg             |
| 1990               | Fráncfort (RFA)      | Medalla de plata   | –71 kg             |
| 1993               | Atenas (Grecia)      | Medalla de bronce  | –71 kg             |